# Waldemar Anton
Waldemar Anton (Olmaliq, 1996. július 20. –) üzbegisztáni születésű német korosztályos válogatott labdarúgó, a Borussia Dortmund játékosa.

## Statisztika
2020. július 28-a szerint.
| Klub          | Szezon   | Bajnokság | Bajnokság | Kupa  | Kupa | Nemzetközi | Nemzetközi | Összesen | Összesen |
| Klub          | Szezon   | Mérk.     | Gól       | Mérk. | Gól  | Mérk.      | Gól        | Mérk.    | Gól      |
| ------------- | -------- | --------- | --------- | ----- | ---- | ---------- | ---------- | -------- | -------- |
| Hannover 96   | 2015–16  | 8         | 1         | 0     | 0    | -          | -          | 8        | 1        |
| Hannover 96   | 2016–17  | 31        | 2         | 2     | 0    | -          | -          | 33       | 2        |
| Hannover 96   | 2017–18  | 27        | 1         | 2     | 0    | -          | -          | 29       | 1        |
| Hannover 96   | 2018–19  | 34        | 1         | 2     | 0    | -          | -          | 36       | 1        |
| Hannover 96   | 2019–20  | 29        | 0         | 1     | 0    | -          | -          | 30       | 0        |
| Hannover 96   | Összesen | 129       | 5         | 7     | 0    | 0          | 0          | 136      | 5        |
| VfB Stuttgart | 2020–21  | 0         | 0         | 0     | 0    | -          | -          | 0        | 0        |
| VfB Stuttgart | Összesen | 0         | 0         | 0     | 0    | 0          | 0          | 0        | 0        |
| Összesen      | Összesen | 129       | 5         | 7     | 0    | 0          | 0          | 136      | 5        |

## Sikerei, díjai
- Németország U21
  - U21-es labdarúgó-Európa-bajnokság: 2017

## További hivatkozások
- Waldemar Anton adatlapja a Kicker oldalán (németül)
- Waldemar Anton adatlapja a Transfermarkt oldalán (angolul)